# 吳繼善
吳繼善（1606年—1644年），字志衍，南直隸太倉縣人，明末政治人物。

## 生平
为吳偉業族兄，吳偉業十四歲時，讀書於吳繼善家之五桂樓（南樓），由此與繼善相識。兩人同習舉業六年，其後吳繼善兩个族弟吳克孝（人撫）、吳國杰（又名事衍，號人嘏、純祐，榜姓許，崇禎九年舉人）也一同讀書。崇禎三年（1630），吳偉業、吳繼善（榜名徐繼善）、吳克孝同中舉人。
崇禎三年（1630年）舉庚午科應天鄉試，榜姓徐，崇禎十年（1637年）登丁丑科進士。工部观政，本年六月授浙江慈谿知县，因母喪未赴任。崇祯十五年起官四川成都縣知縣，曾保護耶穌會教士利類思、安文思。
崇禎十七年（1644年），張獻忠攻破成都府城，吳繼善左手執印、右手攜妾，在馬前乞降。張獻忠收其入營，不久，加禮部尚書，後因细小事被殺。

## 家族
曾祖吴心，祖吴云翀，父吴鸣玿。